# IE 탭
IE 탭(IE Tab)은 모질라 파이어폭스, 구글 크롬, 시몽키 웹 브라우저의 확장 기능의 하나로, 사용자가 인터넷 익스플로러(IE) 레이아웃 엔진을 이용하여 문서를 볼 수 있게 한다. 윈도우 업데이트처럼 IE에서만 올바르게 렌더링되는 문서들을 보거나, 파이어폭스와 IE에 맞추어 새로 개발된 문서들을 파이어폭스 내에서 어떻게 보이는지 확인하는데 사용할 수 있다. IE 탭 확장을 통해 보이는 문서들은 마치 이 문서들이 IE에서 열린 것처럼 인터넷 익스플로러의 히스토리, 웹 캐시 등에 기록된다. 이 확장은 웹 개발자들 사이에 유명해졌는데, 웹 브라우저의 표현과 성능을 동일 브라우저에서 두 개의 탭으로 비교하고 볼 수 있기 때문이다.